# Cinzio Passeri Aldobrandini
Cinzio Passeri Aldobrandini (Senigallia, 1551-Roma, 1 de enero de 1610) fue un cardenal de la Iglesia católica y miembro de una de las familias italianas más influyentes durante los siglos XVI y XVIII, los Aldobrandini, en la que destacaron personajes como el papa Clemente VIII, su tío, su primo el cardenal Pietro o el nuncio español Alessandro Aldobrandini.

## Biografía
Nacido en una Cà Personeni, una aldea de la provincia de Bérgamo, fue hijo de Aurelio Passeri y de Giulia Aldobrandini, hermana del papa Clemente VIII.
Junto a él, aun siendo cardenal, se formó en Roma desde 1565, asistiendo al Colegio Germánico así como a las universidades de Perugia y de Padua, donde se doctoró in utorque iure. De manos del cardenal Ippolito, asistió junto a él a la Firma de la Paz entre Polonia y Alemania, que signaron Maximiliano de Austria y Segismundo III.

### Carrera eclesiástica
Elegido papa Clemente VIII, el consistorio convocado el 17 de septiembre de 1595 lo nombró cardenal diácono de la Iglesia romana juntamente con su primo Pietro Aldobrandini, impulsor de importantes obras de arte hoy conservadas en el Museo del Prado.
En 1595 recibía el nombramiento como Gobernador de Spoleto, además de prefecto del Tribunal de la Signatura Apostólica, cargo que desempeñó de 1599; y legado papal en Aviñón entre 1601 y 1607. En 1605, como cardenal, se le encargó la protección de la iglesia de San Pietro in Vincoli.
Como cardenal elector, además, estuvo presente en los cónclaves de marzo-abril de 1605, en el que fue elegido el papa León XI; y en mayo de ese mismo año, el papa Paulo V. 

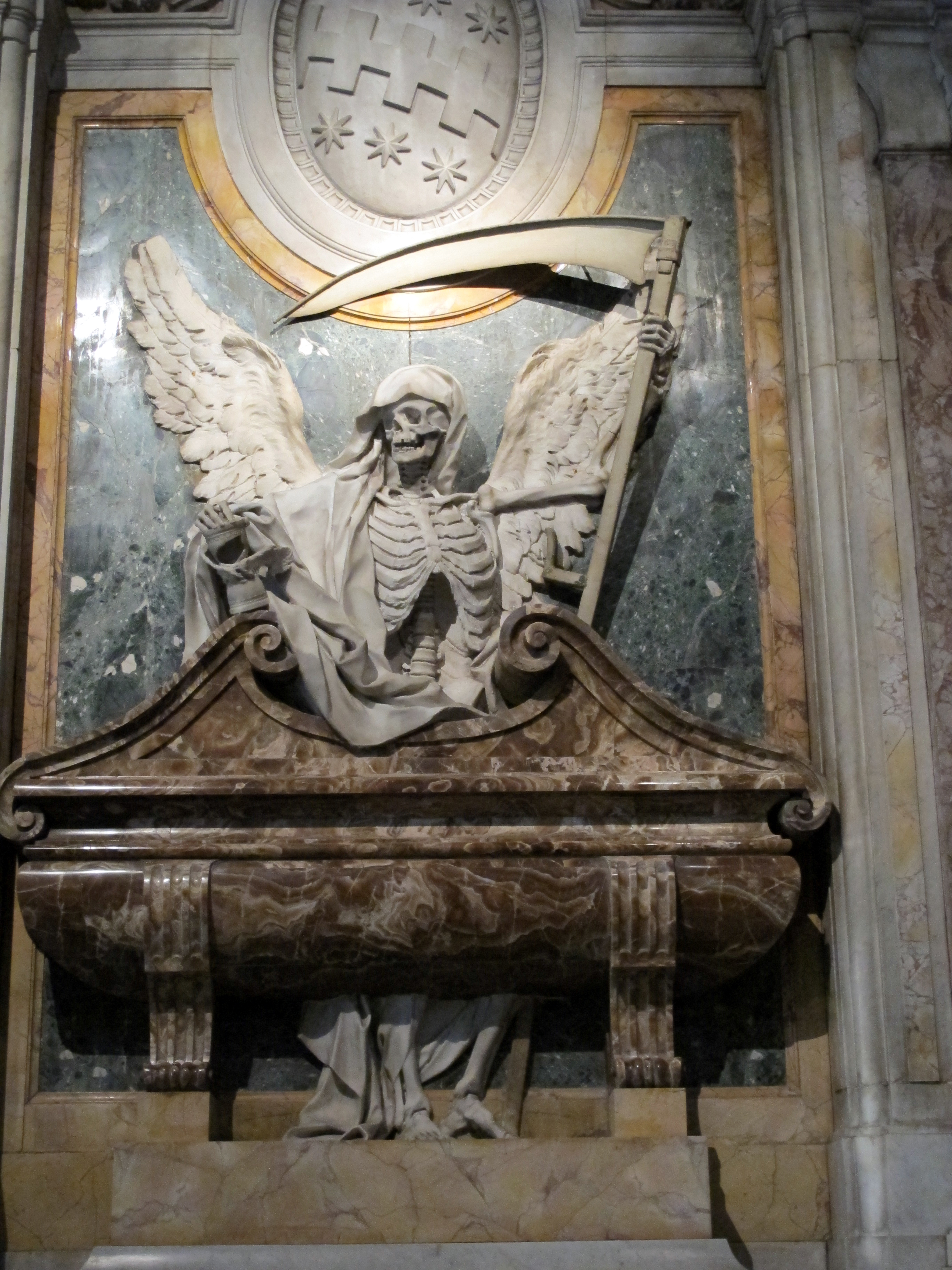
Monumento funerario del cardenal Aldobrandini, en la iglesia de san Pietro in Vincoli (Roma), atribuido a Pierre Legrós

## Lugar de entierro
Tras la muerte del cardenal Aldobrandini, su cuerpo fue enterrado en la iglesia de san Pietro in Vincoli, donde ejerció su labor pastoral como purpurado. En ella se erigió su monumento funerario, situado en la nave del evangelio, atribuido a Pierre Legrós el Joven y al arquitecto italiano Carlo Francesco Bizzacheri.